# Martiri della Drina
Le martiri della Drina sono un gruppo di cinque suore della congregazione delle figlie della Divina Carità, assassinate dai cetnici a Goražde nel dicembre 1941, durante la seconda guerra mondiale.

## La vita e il martirio
La loro congregazione aveva dal 1911 a Pale, vicino a Sarajevo, un convento, dove trovavano ospitalità o aiuto consorelle anziane e malate, poveri, malati e profughi. Le suore coltivavano l'orto e allevavano bestiame per poter sopperire ai bisogni di quanti accoglievano. Nel 1941 la comunità era costituita da cinque suore:
- suor Maria Giulia, al secolo Kata Ivanišević, nata il 25 novembre 1893 a Odinjak (Croazia), superiora della comunità;
- suor Maria Bernadetta, al secolo Terezija Banja, nata il 18 giugno 1912 a Veliki Grdjevac (Croazia), cuoca della comunità;
- suor Maria Krizina, al secolo Jožefa Bojanc, nata il 14 maggio 1885 a Šmarjeta (Slovenia);
- suor Maria Antonia, al secolo  Jožefa Fabjan, nata il 23 gennaio 1907 a Malo Lipje (Slovenia);
- suor Maria Berchmana, al secolo  Karoline Anna Leidenix, nata il 28 ottobre 1865 a Enzersdorf an der Fischa (Austria), asmatica, con problemi di vista e deambulazione.

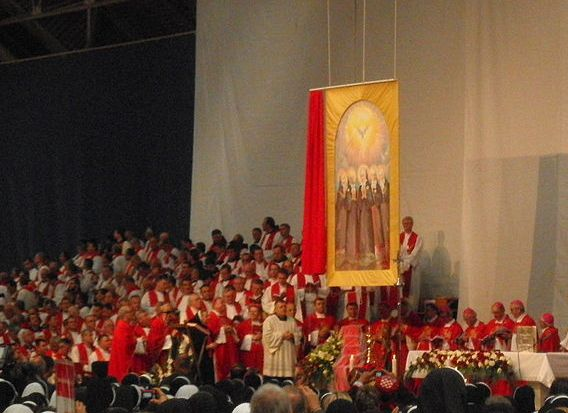
La beatificazione del 24 settembre 2011 all'arena Zetra di Sarajevo.

L'undici dicembre i cetnici irruppero nel convento, incendiandolo e sequestrando le suore. Abbandonarono suor Berchmana in una casa e, dopo una marcia forzata di quattro giorni in mezzo alla neve, il 15 dicembre rinchiusero le altre nella caserma di Goražde, in una stanza al secondo piano. Verso mezzanotte i soldati rientrarono ubriachi, con l'intenzione di violentare le suore, ma suor Jula spalancò la finestra e si buttò nel vuoto, imitata dalle consorelle. I soldati finirono a coltellate le donne, gettando poi nel fiume Drina i loro corpi. Il 23 dicembre venne uccisa anche suor Berchmana, la cui tomba non è mai stata ritrovata.

## Culto
Uccise perché suore cattoliche e per aver rifiutato le proposte dei cetnici, quindi martiri per la fede e per la purezza, le religiose sono state proclamate beate il 24 settembre 2011 a Sarajevo dal cardinale Angelo Amato, prefetto della congregazione per le Cause dei Santi, in rappresentanza di papa Benedetto XVI.
Nell'agosto 2021 sono iniziati i lavori per la piccola chiesa intitolata alle martiri a Goražde, con funzione di chiesa parrocchiale e di santuario.